# Václavka obecná
Václavka obecná (Armillaria mellea), též václavka žlutoprstenná, je parazitická houba z rodu václavka. Za syrova je mírně jedovatá, po tepelné úpravě je jedlá a chutná.

## Popis
Klobouk o šířce 3–10 cm je zpočátku vyklenutý, později se narovnává. Jeho barva je medově hnědá až načernalá. Celý je pokryt tmavými šupinami, které směrem od středu klobouku řídnou. V mládí je klobouk napojen ke třeni světlou blánou, která zakrývá lupeny. Ty jsou z počátku bělavé, se stářím plodnice tmavnou do červenavě hnědé a bývají pokryty bílým práškem.
Plný třeň je dlouhý 50–200 mm a tlustý kolem 10–25 mm. Je válcovitého tvaru, směrem ke klobouku se mírně zužuje.
Václavka obecná, stejně jako další václavky, mívá velmi rozsáhlé podhoubí, které v noci světélkuje.

## Výskyt
Tato houba roste v listnatých, jehličnatých a smíšených lesích, také v křovinách, příkopech a na pařezích a pod. Obyčejně se vyskytuje v trsech, plodnice je možné nalézt i jednotlivě u kořenů stromů. Jedná se o parazitickou houbu, která napadá i zdravé kmeny stromů, čímž může v lese způsobit velké škody. Roste hlavně od září do října, při příhodném počasí až do listopadu. V chladném počasí se výjimečně objevuje už od července.

## Využití
Houba je za syrova mírně jedovatá, proto je nezbytná její delší tepelná úprava, během které se z ní vytratí člověku nebezpečné látky. Václavka obecná se používá k přípravě různých druhů jídel, nejčastěji se přidává do polévek, guláše a dalších omáček, které se podávají k masu i těstovinám. Velmi dobře se dá ale využít i do ragú, zeleninových směsí nebo nádivek, kterými lze plnit pirohy nebo slané koláče. Často se nakládá do octa či sladkokyselého nálevu.